# 西區 (嘉義市)
西區位於臺灣嘉義市西隅，為嘉義市議會的所在地。行政區域略以文化路、國華街以西為範圍，北臨民雄鄉、西毗太保市、南連水上鄉、中埔鄉、東大致隔文化路及臺鐵縱貫線南段與東區為界。轄區土地面積約29.8700平方公里，人口約14.5萬人，全境地勢平坦，具有都市及鄉村兩種型態特色。西區境內有嘉義車站、嘉義轉運站、嘉義交流道等重要交通設施，嘉義機場並有部份土地涵蓋該區，且為嘉義BRT設站最多之行政區，而在規劃中的嘉義捷運藍線裡，嘉義市境內之全部路線站點皆位於西區，提升了西區之交通及發展，是大嘉義地區（共同生活圈，含嘉義市、嘉義縣、雲林縣及臺南溪北地區）的交通、商業、文化中心。近來共同生活圈內人口逐漸往西區移動，以致人口逐漸成長，其中嘉義市新興之湖仔內重劃區即主要位於西區境內。

## 歷史
民國七十九年（1990年）10月6日，嘉義市政府統合日治時代昭和7年（1932年）町名改正設置的玉川町、榮町、西門町、新富町、黑金町、末廣町、白川町、埤子頭、北社尾、竹圍子、車店、竹子脚、大渓厝、柴頭港、港子坪、劉厝設置西區。

## 人口
根據嘉義市政府民政處統計，2024年底西區戶數約5.8萬戶，人口約14.5萬人，區內人口最多和最少的里分別是劉厝里和香湖，同時也分別是嘉義市人口最多和最少的里，2024年底兩里人口分別為8,442人和949人；人口密度最高與最低的里分別是翠岱里與竹村里，2024年底兩里人口密度分別為每平方公里34,869人與677人。

## 政治

### 區政組織
西區區公所是嘉義市政府在西區的派出機關，在中華民國政府架構中為市政府綜理區政的執行機關，上級業務監督機關為嘉義市政府。区长由市長任命，其任期為無任期保障。在區長及秘書之下，設有3課3室。西區為嘉義市第二選區，在嘉義市議會23席市議員中，西區共選出13席市議員。

### 行政區劃

嘉義市西區聯合里位置圖，分別為：
北鎮聯合里（左上）、
竹園聯合里（左下）、
北興聯合里（右上）、
長榮聯合里（右中）、
八掌聯合里（右下）。

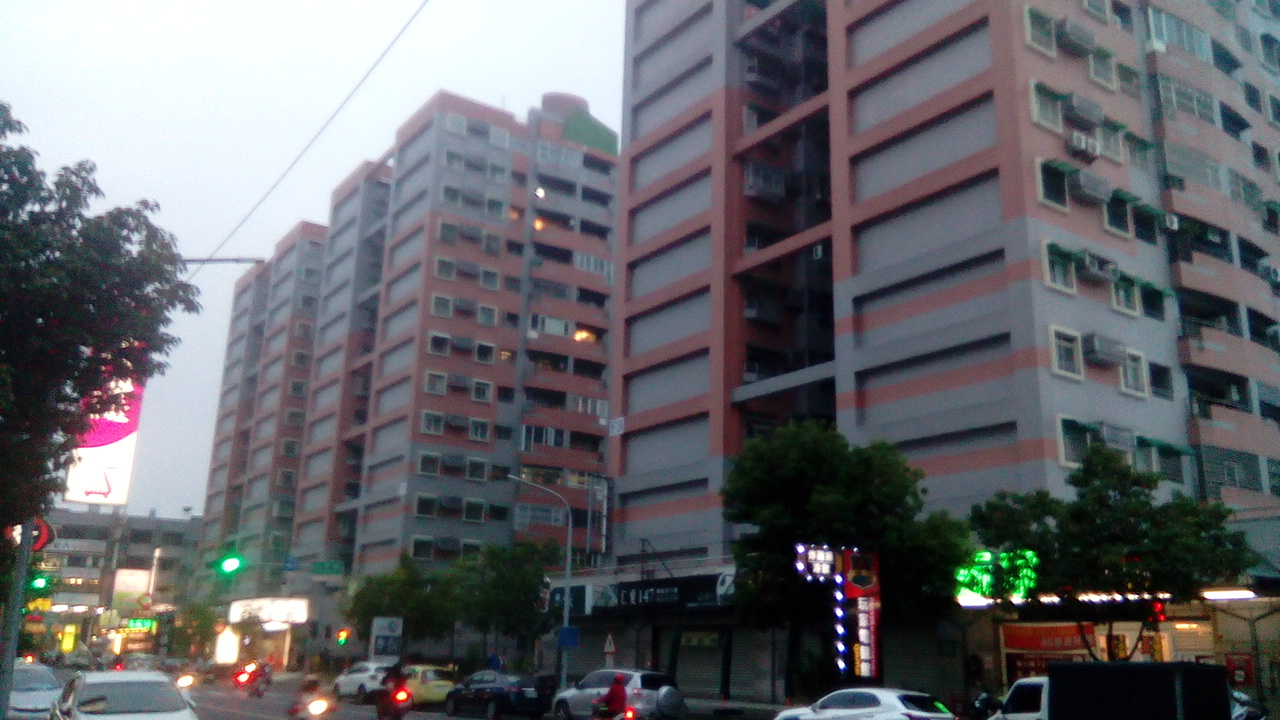
嘉義市西區著名地標–經國新城

| 聯合里 | 里名   | 里名   | 里名   | 里名   | 里名   | 里名   | 里名   | 里名   | 里名   | 里名   | 里名   | 里名   | 里名   | 里名   |
| ------ | ------ | ------ | ------ | ------ | ------ | ------ | ------ | ------ | ------ | ------ | ------ | ------ | ------ | ------ |
| 八掌   | 獅子   | 導明里 | 培元里 | 垂楊里 | 車店   | 福民里 | 湖內里 | 美源里 | 光路里 | 育英里 | 致遠里 | 翠岱里 | 自強里 | 紅瓦里 |
| 北鎮   | 保安里 | 新厝里 | 北湖   | 下埤里 | 竹村里 | 保生里 | 保福里 | 北新里 |        |        |        |        |        |        |
| 長榮   | 書院   | 新富里 | 永和里 | 文化里 | 西榮里 | 國華里 | 番社   |        |        |        |        |        |        |        |
| 北興   | 慶安里 | 北榮里 | 重興里 | 後驛里 | 香湖   | 湖邊里 | 竹圍里 |        |        |        |        |        |        |        |
| 竹園   | 福全里 | 福安里 | 劉厝里 | 港坪里 | 頭港里 | 西平里 | 大溪里 | 磚磘里 | 新西里 |        |        |        |        |        |

## 產業

### 企業總部
- 嘉強電子(MIPRO)
- 新台灣餅舖(原日向屋 ひゅうがや）
- 福義軒食品
- 勵霖實業有限公司 （页面存档备份，存于）
- 寶格建設
- 鴻圖書局
- 50%Fifty Persent
- 全統運動用品股份有限公司 (舉辦全台大型知名動漫路跑活動的企業)

## 文化

### 宗教信仰
- 北社尾保安宮：主祀保生大帝，為北社尾的信仰中心。
- 嘉義慈濟宮：有嘉義市最早的八家將組織。
- 嘉義市嘉興宮：為華明、導民、育英里的庄廟。
- 福社宮：又稱番社土地公廟、舊稱開甲廟。
- 朱子公廟：以朱熹為主祀的廟宇。
- 嘉義市朝天宮：創立於1760年，主祀天上聖母，原名溫陵媽廟。

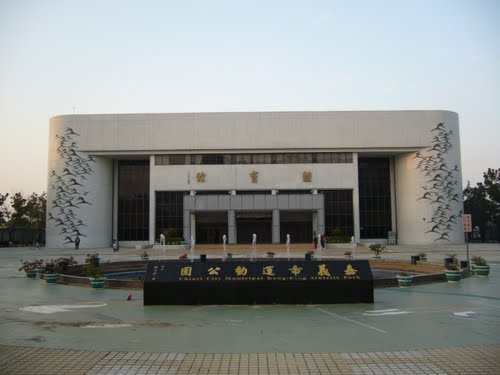
港坪運動公園體育館

- 關廂境廟：創建於清嘉慶五年(1800年)。
- 鎮北宮：創始前身即為城隍廟。
- 開山尊王廟：主祀開山聖侯。
- 水德寺觀音佛祖廟
- 真如禪寺：積極投入監獄教誨工作。[6]
- 安慧學苑：隶屬香光尼僧團。[7]
- 中台禪寺嘉義分院普嘉精舍[8]
- 慈恩會館 (慈恩佛教圖書館)
- 台灣基督長老教會
  - 嘉義友愛教會
  - 西門教會
  - 北榮教會
  - 博愛教會
- 嘉義浸信會
- 基督教台灣信義會嘉義愛加倍榮光堂

### 體育

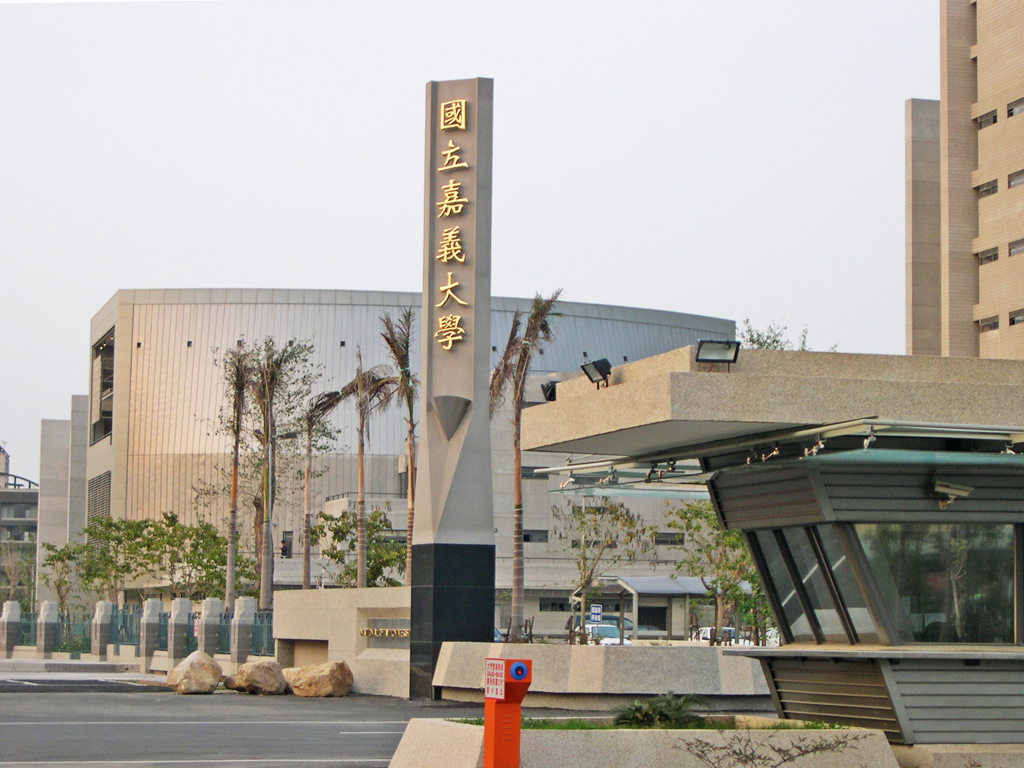
國立嘉義大學新民校區校門

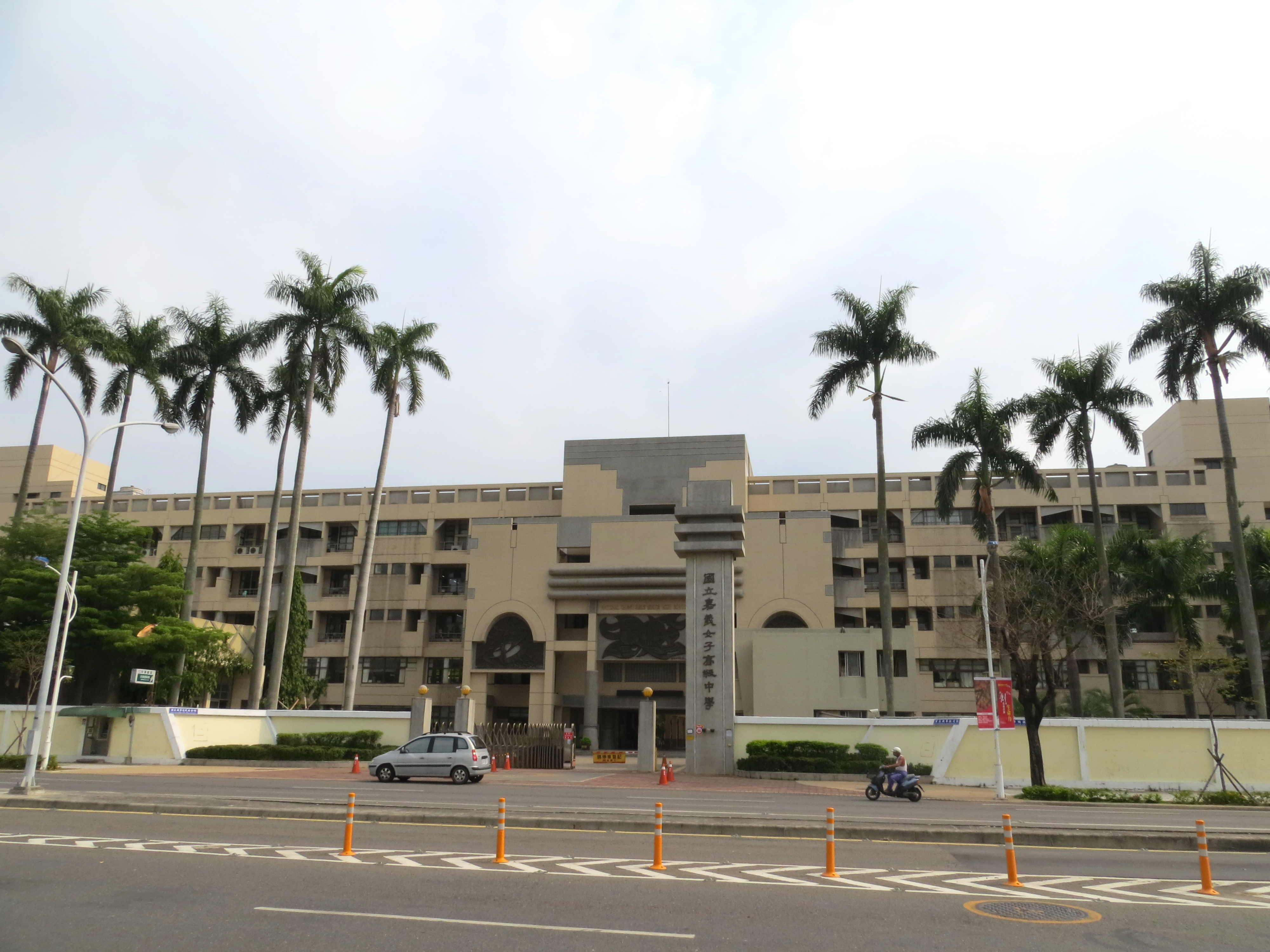
國立嘉義女子高級中學，前方道路為垂楊路。

- 港坪運動公園體育館

## 教育
西區現有大專院校為國立嘉義大學（新民校區）一校，公私立高級中等學校三所，分別有國立嘉義女子高級中學及國立嘉科實驗高級中等學校等普通型高級中等學校二校與國立嘉義特殊教育學校共三校。其他公立教育機構計有嘉義市立北園國民中學、嘉義市立民生國民中學、嘉義市立玉山國民中學等三所國民中學以及嘉義市西區大同國民小學、嘉義市西區世賢國民小學、嘉義市西區北園國民小學、嘉義市西區志航國民小學、嘉義市西區博愛國民小學、嘉義市西區育人國民小學、嘉義市西區垂楊國民小學、嘉義市西區興嘉國民小學、嘉義市西區僑平國民小學、嘉義市西區港坪國民小學等十所國民小學。

## 交通

### 鐵路

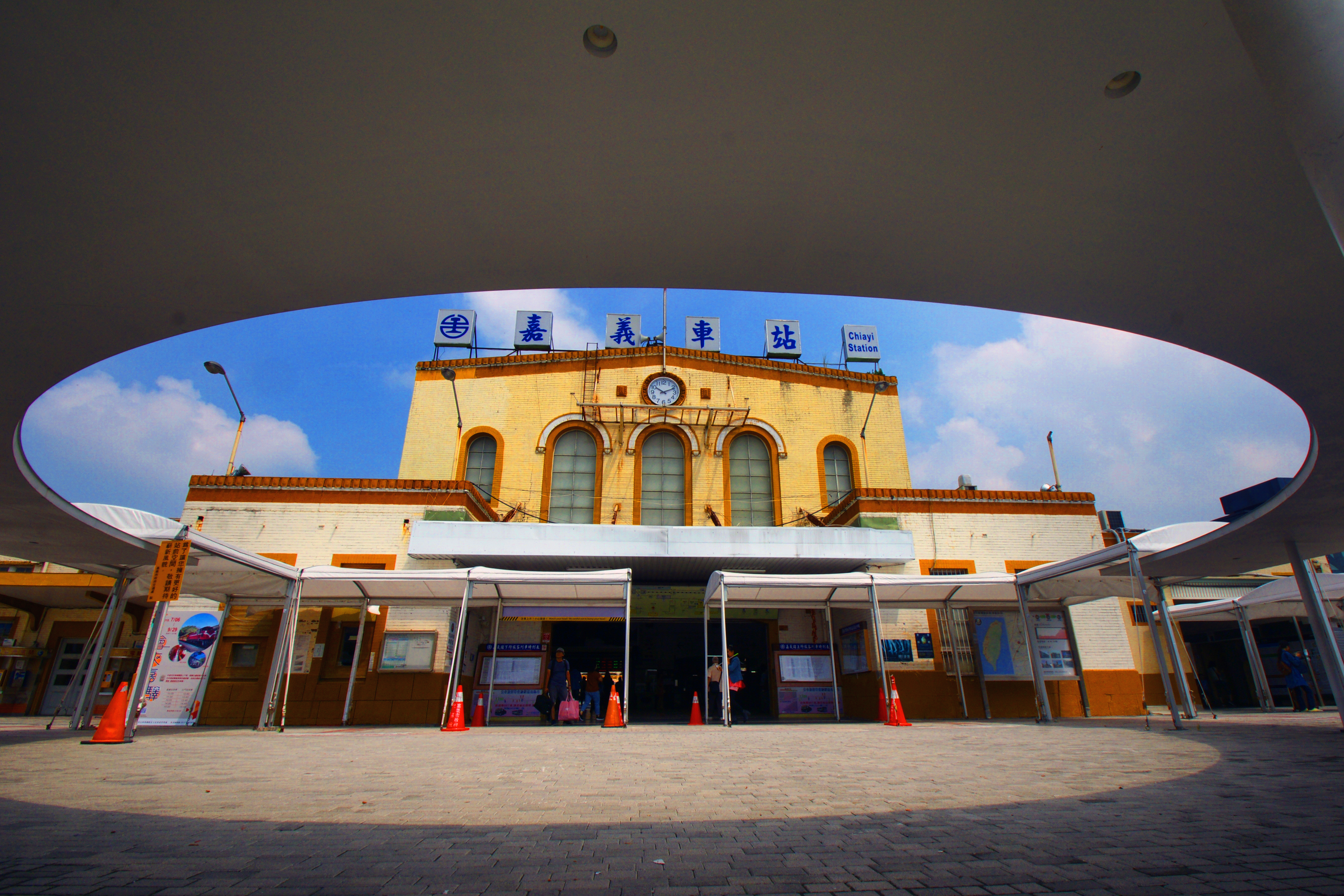
嘉義車站前站的主建築

嘉義捷運（規劃中）
- 藍線 嘉義車站 - 高鐵嘉義站
- 橘線 嘉義車站 - 蘭潭

臺灣鐵路公司
- 縱貫線
  - 嘉義車站
  - 嘉南車站（高架化車站評估中）

阿里山森林鐵路
- 阿里山線：嘉義車站

### 公車捷運
- 嘉義BRT公車捷運(低地板無障礙公車行駛）
  - 嘉義交流道東站
  - 大溪厝站
  - 世賢北港站
  - 世賢八德站
  - 自由友愛站
  - 臺鐵嘉義站後站
  - 新光三越遠東站
  - 文化路口站

### 路線公車
- 嘉義市公車
- 嘉義縣公車
- 嘉義客運
- 和欣客運嘉義總站、九龍食品站
- 臺西客運嘉義站
- 員林客運嘉義站
- 國光客運嘉義總站、竹仔腳站、大溪里站（下客）、嘉義市農會站（下客）
- 統聯客運嘉義總站、北港路站（嘉義交流道）、嘉義市農會站

### 轉運中心
- 嘉義市先期交通轉運中心
- 嘉義交流道
- 嘉義車站前轉運站
- 嘉義客運中山站

### 公路
- 嘉義交流道（264）
- 台1線（忠孝路、博愛路）：東區 - 西區 - 水上鄉
- 台18線：太保市 - 西區 - 東區
- 縣道159號：太保市 - 西區 - 東區
  - 縣道159甲線：西區 - 東區
- 縣道163號：西區 - 水上鄉

### 公共自行車（YouBike2.0）
YouBike2.0系統於2020年12月15日正式營運，截至2024年8月1日於西區設置84處站點。

## 醫療院所
- 慶昇醫療社團法人慶昇醫院
- 衛生福利部嘉義醫院
- 台中榮民總醫院嘉義分院
- 嘉義慈濟診所
- 世華醫院
- 陳仁德醫院
- 祥太醫院
- 盧亞人醫院

## 旅遊

### 觀光景點
- 嘉義西門長老教會禮拜堂
- 國立嘉義大學新民校區
- 文化路觀光夜市
- 嘉義鐵道藝術村
- 嘉樂福觀光夜市
- 臺灣花磚博物館
- 中央七彩噴水池
- 番仔溝公園
- 北香湖公園
- 中正公園
- 嘉義市立運動公園
- 嘉義市立美術館
- 舊嘉義市公所
- 嘉義市石頭資料館
- 希諾奇台灣檜木博物館
- 經濟部嘉義產業創新研發中心
- 港坪花卉區
- 諸羅鳥榕王
- 光路里老芒果樹

- 台灣基督長老教會嘉義西門教會禮拜堂
- 嘉義市文化路商圈
- 嘉義圓環中央七彩噴水池
- 嘉義市西區番仔溝公園的紅磚隧道

### 百貨商場及影城、購物中心
西區的百貨商場有新光三越百貨嘉義垂楊店、遠東百貨嘉義店、嘉義秀泰廣場(影城複合式商場)；購物中心有家樂福嘉義店，大潤發嘉義店及NOVA資訊廣場嘉義店。
- 新光三越百貨嘉義垂楊店
- 遠東百貨嘉義店
- 嘉義秀泰廣場
- NOVA資訊廣場嘉義店

#### 影城
- 嘉義秀泰廣場
- 嘉年華影城